# Pronephrium ramosii
Pronephrium ramosii är en kärrbräkenväxtart som först beskrevs av Christ, och fick sitt nu gällande namn av Holtt. Pronephrium ramosii ingår i släktet Pronephrium och familjen Thelypteridaceae. Utöver nominatformen finns också underarten P. r. minahassae.